# دلپهوس (اوهایو)
دلپهوس(به انگلیسی: Delphos) شهری در ایالت اوهایو کشور ایالات متحده آمریکا است که جمعیت آن در سرشماری سال ۲۰۱۰ میلادی، ۷٬۱۰۱ نفر بوده‌است.